# Stazione di Tochigi

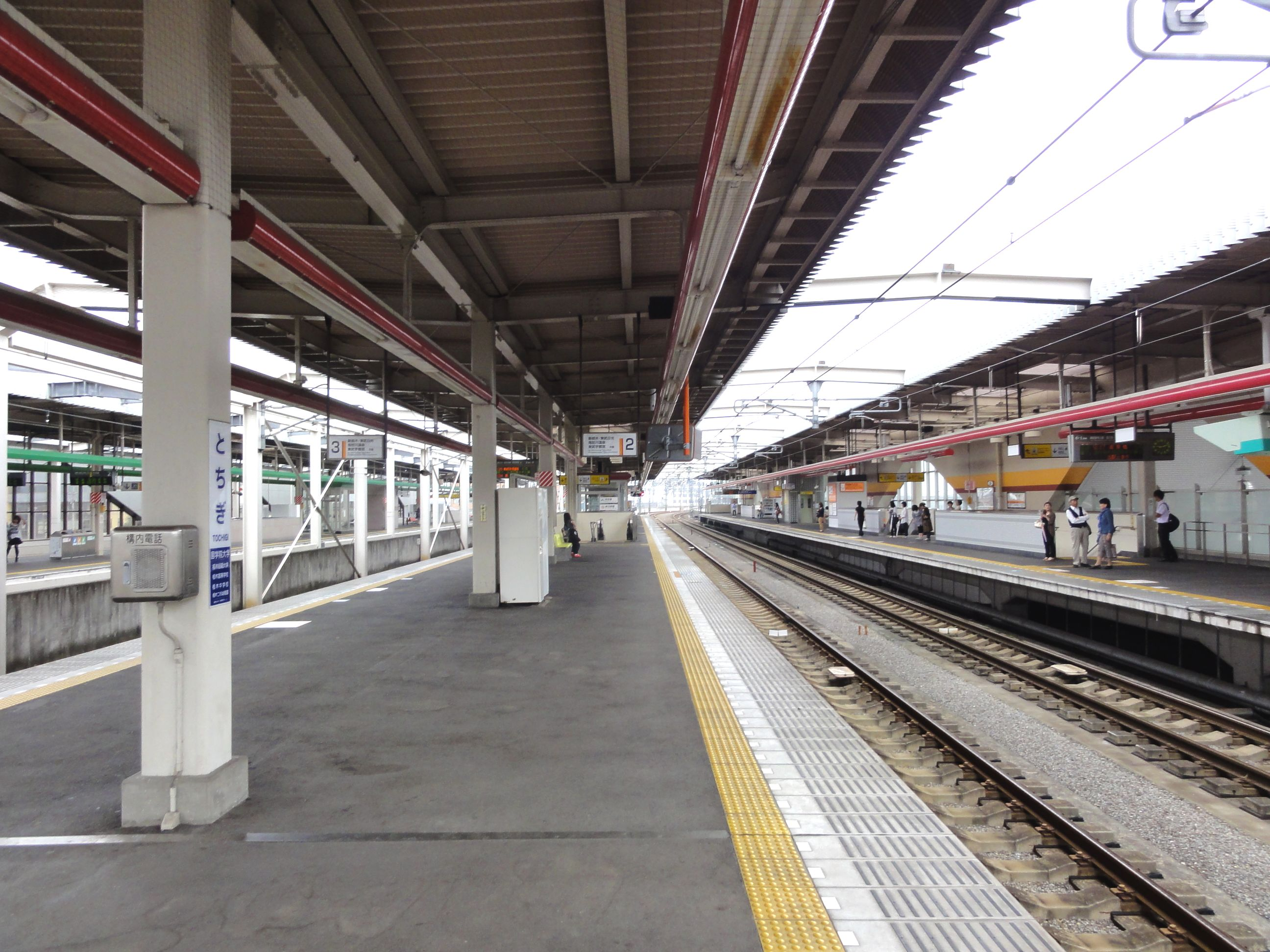
Vista dei binari della sezione Tobu

La stazione di Tochigi (栃木駅?, Tochigi-eki) è una stazione ferroviaria di interscambio della città di Tochigi, nella prefettura omonima gestita dalla JR East e dalle Ferrovie Tōbu.

## Linee
JR East
■ Linea Ryōmō
 Ferrovie Tōbu
■ Linea Tōbu Nikkō
■ Linea Tōbu Utsunomiya (servizio ferroviario)

## Struttura
La stazione ospita al suo interno i binari JR e Tōbu, separati gli uni dagli altri da differenti varchi di accesso.

### Stazione JR
La stazione JR East è dotata di due binari passanti serviti da un marciapiede centrale a isola.
| Binario | Linea         | Destinazioni principali   |
| ------- | ------------- | ------------------------- |
| 1       | ■ Linea Ryōmō | Oyama                     |
| 2       | ■ Linea Ryōmō | Sano, Maebashi e Takasaki |

### Stazione Tōbu
La stazione Tōbu consta di tre binari passanti con un marciapiede a isola e uno laterale.
| Binario | Linea                   | Destinazioni principali                                 |
| ------- | ----------------------- | ------------------------------------------------------- |
| 1       | ■ Linea Tōbu Nikkō      | Minami-Kurihashi, Tōbu Dōbutsu Kōen, Asakusa e Shinjuku |
| 2       | ■ Linea Tōbu Nikkō      | Shin-Tochigi, Tōbu Nikkō e linea Tōbu Kinukawa          |
| 2       | ■ Linea Tōbu Utsunomiya | Tōbu Utsunomiya                                         |

## Stazioni adiacenti
| «                | Servizio    | »            |
| Linea Ryōmō      | Linea Ryōmō | Linea Ryōmō  |
| ---------------- | ----------- | ------------ |
| Ōhirashita       | -           | Omoigawa     |
| Linea Tōbu Nikkō |             |              |
| Shin-Ōhirashita  | -           | Shin-Tochigi |